# Phaneroites
Phaneroites är ett släkte av svampar. Phaneroites ingår i familjen Thelephoraceae, ordningen Thelephorales, klassen Agaricomycetes, divisionen basidiesvampar och riket svampar.
|             | Thelephora                                 |
|             |                                            |
|             | Tomentella                                 |
|             |                                            |
|             | Pseudotomentella                           |
|             |                                            |
|             | Hypochnus                                  |
|             |                                            |
|             | Tomentellastrum                            |
|             |                                            |
| Phaneroites | \| \| Phaneroites subquercinus \| \| \| \| |
|             | \| \| Phaneroites subquercinus \| \| \| \| |
|             | Phanerodontia                              |
|             |                                            |
|             | Amaurodon                                  |
|             |                                            |
|             | Skepperia                                  |
|             |                                            |
|             | Parahaplotrichum                           |
|             |                                            |
|             | Gymnoderma                                 |
|             |                                            |
|             | Tomentellopsis                             |
|             |                                            |
|             | Lenzitopsis                                |
|             |                                            |
|             | Botryobasidium                             |
|             |                                            |
|             | Pleurobasidium                             |
|             |                                            |
|             | Entolomina                                 |
|             |                                            |
|             | Polyozellus                                |
|             |                                            |
|             | Phaneroites subquercinus                   |
|             |                                            |

|  | Phaneroites subquercinus |
|  |                          |